# Grosser Preis des Kantons Aargau 2015
Il Grosser Preis des Kantons Aargau 2015, cinquantaduesima edizione della corsa, valido come evento del circuito UCI Europe Tour 2015 categoria 1.HC, fu disputato l'11 giugno 2015 su un percorso di 181,5 km. Fu vinto dal norvegese Alexander Kristoff, al traguardo con il tempo di 4h 28' 04" alla media di 41,084 km/h.
Alla partenza erano presenti 135 ciclisti, dei quali 106 completarono la gara.

## Squadre e corridori partecipanti
| N.    | Cod. | Squadra                 |
| ----- | ---- | ----------------------- |
| 1-7   | OGE  | Orica-GreenEDGE         |
| 11-18 | TFR  | Trek Factory Racing     |
| 21-28 | LAM  | Lampre-Merida           |
| 31-38 | ALM  | AG2R La Mondiale        |
| 41-47 | AST  | Astana Pro Team         |
| 51-58 | KAT  | Team Katusha            |
| 61-67 | BMC  | BMC Racing Team         |
| 71-77 | TCG  | Team Cannondale-Garmin  |
| 81-88 | CLT  | Cult Energy Pro Cycling |

| N.      | Cod. | Squadra                     |
| ------- | ---- | --------------------------- |
| 91-98   | IAM  | IAM Cycling                 |
| 101-108 | AND  | Androni Giocattoli-Sidermec |
| 111-118 | RVL  | RusVelo                     |
| 121-128 | BOA  | Bora-Argon 18               |
| 131-138 | MTN  | MTN-Qhubeka                 |
| 141-148 | TSV  | Topsport Vlaanderen-Baloise |
| 151-158 | WGG  | Wanty-Groupe Gobert         |
| 161-168 | SUI  | Selezione svizzera          |
| 171-178 | ROT  | Roth-Skoda                  |

## Ordine d'arrivo (Top 10)
| Pos. | Corridore          | Squadra     | Tempo    |
| ---- | ------------------ | ----------- | -------- |
| 1    | Alexander Kristoff | Katusha     | 4h28'04" |
| 2    | Michael Albasini   | Orica       | s.t.     |
| 3    | Davide Appollonio  | Androni     | s.t.     |
| 4    | Niccolò Bonifazio  | Lampre      | s.t.     |
| 5    | Kristian Sbaragli  | MTN         | s.t.     |
| 6    | Giacomo Nizzolo    | Trek        | s.t.     |
| 7    | Fabian Wegmann     | Cult Energy | s.t.     |
| 8    | Enrico Gasparotto  | Wanty       | s.t.     |
| 9    | Heinrich Haussler  | IAM         | s.t.     |
| 10   | Danilo Wyss        | BMC         | s.t.     |